# 貝里代爾 (佛羅里達州)
貝里代爾（英語：Berrydale）是位於美國佛羅里達州聖羅薩縣的一個人口普查指定地區。

## 地理
貝里代爾的座標為30°53′58″N 87°00′50″W / 30.89944°N 87.01389°W，而該地最高點為海拔高度73米（即239英尺）。

## 人口
根據2010年美國人口普查的數據，貝里代爾的面積為22.40平方千米，當中陸地面積為22.35平方千米，而水域面積為0.05平方千米。當地共有人口441人，而人口密度為每平方千米19人。